# Мейер, Карл Фридрих
Карл Фридрих Мейер (1757—1817) — профессор права, декан юридического факультета и ректор Императорского Дерптского университета.

## Биография
Родился в Гёттингене 16 февраля 1757 года.
Учился в Брауншвейге в Карловской коллегии (впоследствии — Технический университет). в 1776 году поступил в Геттингенский университет, но университетского диплома не получил.
С 1791 года находился в России. В 1792 году начал адвокатскую деятельность в Дерпте. В 1797 году стал ратманом, в 1798 году — синдиком магистрата и в 1799 — асессором в Городской консистории.
Коллегия кураторов Дерптского университета 28 февраля 1802 года назначила Мейера синдиком университета, а 30 июня 1802 года — ординарным профессором гражданского и уголовного права. С утверждением 12 сентября 1803 года нового устава Дерптского университета Мейер стал именоваться ординарным профессором римского и немецкого права по гражданской и уголовной части. За 15 лет работы в университете (1802—1817) курс уголовного права он читал только один раз, в осеннем семестре 1802 года; курс уголовного процесса не читал ни разу. Читавшиеся им курсы: институции римского права; современное римское право; пандекты; учение об исках и возражениях; гражданское право; юридическая энциклопедия и методология; основы лифляндского гражданского права.
Трижды он избирался председателем университетского апелляционнаго суда, шесть раз деканом юридического факультета и два раза ректором университета (1806—1808).
По словесному представлению юридического факультета в заседании совета Дерптского университета 11 августа 1814 года Мейер был утверждён Советом университета в степени доктора права; с 5 сентября 1814 года — почётный доктор Дерптского университета.
В 1816 году Мейер был замешан в деле о незаконном присуждении степени доктора права. Ректор Штельцер и декан Кёхи, признанные главными виновниками, были уволены из университета с запрещением впредь принимать их на российскую службу. Мейер, принимая во внимание его продолжительную и беспорочную службу, как и ещё один фигурант дела — Лампе, были оставлены профессорами, но с лишением права быть избираемыми в деканы и ректоры.
Умер в Дерпте 27 ноября (9 декабря) 1817 года.
Был женат на Amalia Juliane Wilde (1783—1854).